# موت آرثر (عمل أدبي)
موت آرثر (بالفرنسية: Le Morte d'Arthur) عبارة عن نثر إنجليزي من القرن الخامس عشر تمت صياغته من قبل السير توماس مالوري لحكايات عن الملك الأسطوري آرثر وغوينيفير ولانسيلوت وميرلين وفرسان المائدة المستديرة، جنبًا إلى جنب مع الفولكلور الخاص بهم. من أجل سرد قصة «كاملة» لآرثر من تصوره لوفاته، قام مالوري بتجميع وإعادة ترتيب وتفسير وتعديل المواد من مصادر فرنسية وإنجليزية مختلفة. اليوم، يعد هذا أحد أشهر الأعمال الأدبية لآرثر. استخدم العديد من المؤلفين منذ إحياء الأسطورة في القرن التاسع عشر مالوري كمصدر رئيسي لهم.
(نُشِر موت آرثر لأول مرة في عام 1485 في نهاية العصور الوسطى الإنجليزية بواسطة ويليام كاكستون، الذي غير عنوانه الأصلي الكتاب الكامل للملك آرثر وفرسان المائدة المستديرة النبلاء  "The Hoole Book of Kyng Arthur and of His Noble Knyghtes of The Rounde Table". حتى اكتشاف مخطوطة وينشستر في عام 1934، كانت طبعة 1485 تعتبر أقدم نص معروف لموت آرثر والأقرب إلى النسخة الأصلية لمالوري. الإصدارات الحديثة التي تحمل عناوين مختلفة، تغيرت حتمًا، حيث تغيرت التهجئة والقواعد والضمائر لراحة قراء اللغة الإنجليزية الحديثة، وكذلك في بعض الأحيان لإختصار المادة أو تنقيحها.

## المؤلف
لطالما كانت الهوية الدقيقة لمؤلف كتاب موت آرثر موضع تكهنات، نظرًا لحقيقة أن ستة شخصيات تاريخية على الأقل تحمل اسم «السير توماس مالوري» في أواخر القرن الخامس عشر. يصف المؤلف نفسه في العمل بأنه «الفارس السجين توماس مالوري Knyght presoner Thomas Malleorre» (السير توماس مالوري تبعًا لكاكستون. يعتبر هذا دليلًا داعمًا للتعريف الأكثر قبولًا من قبل العلماء: أن المؤلف هو توماس مالوري المولود في عام 1416، للسير جون مالوري سيد نيوبولد ريفيل، وركشير، إنجلترا.
ورث السير توماس تركة العائلة عام 1434، ولكن بحلول عام 1450 كان منخرطًا بالكامل في حياة الجريمة. في وقت مبكر من عام 1433، كان قد اتُهم بالسرقة، لكن الادعاءات الأكثر خطورة ضده شملت محاولة قتل همفري ستافورد، دوق باكنغهام الأول، واتهامه بارتكاب عمليتي اغتصاب على الأقل، وأنه هاجم وسرق دير كومبي "Coombe Abbey". تم القبض على مالوري وسجنه لأول مرة عام 1451 بتهمة نصب كمين لباكنجهام، ولكن أطلق سراحه في وقت مبكر من عام 1452. وبحلول مارس عاد إلى سجن مارشالسي ثم إلى كولشيستر، حيث هرب عدة مرات. في عام 1461 حصل على عفو من الملك هنري السادس، وعاد للعيش في ممتلكاته. وعلى الرغم من تحالفه في الأصل مع آل يورك، إلا أن مالوري غير ولاءه لعائلة لانكستر بعد إطلاق سراحه. أدى ذلك إلى سجنه مرة أخرى في عام 1468 عندما قاد مؤامرة للإطاحة بالملك إدوارد الرابع. خلال هذه الفترة الأخيرة في سجن نيوجيت في لندن، يُعتقد أنه كتب موت آرثر. تم إطلاق سراح مالوري في أكتوبر 1470، عندما عاد هنري السادس إلى العرش، لكنه توفي بعد خمسة أشهر فقط.

## التاريخ والمصادر
كتبت إليزابيث بريان عن مساهمة مالوري في أسطورة آرثر في مقدمتها ل"Le Morte d'Arthur"، لم يخترع مالوري القصص في هذه المجموعة؛ لقد ترجمها وجمعها. في الواقع، ترجم مالوري قصص آرثر التي كانت موجودة بالفعل في القرن الثالث عشر النثر الفرنسي (ما يسمى برومانسية فولجيت الفرنسية القديمة) وجمعها مع مصادر اللغة الإنجليزية الوسطى"Alliterative Morte Arthure and the Stanzaic Morte Arthur" لإنشاء هذا النص."  تشمل المصادر الفرنسية والإنجليزية الثانوية لمالوري إريك وإندي "Erec et Enide"، ولاتري بيريو "L'âtre périlleux"، وبيرلسفاوس "Perlesvaus"، ويفين أو فارس الأسد "Yvain ou le Chevalier au Lion" (أو نسختها الإنجليزية ييفين وجاوين "Ywain and Gawain")، وزفاف السير جاوين "Weddynge of Syr Gawen" (أو ربما تكون هذه القصيدة في الواقع عمل مالوري الخاص )، وتاريخ جون هاردينج. في روايته، يشير مالوري إلى استخلاصه من كتاب فريد من نوعه (كتاب فرنسي "Freynshe booke")، بالإضافة إلى (كتب أخرى "other bookis") غير محددة. من المحتمل أن تكون مصادره الأخرى قد اشتملت على الدليل العسكري الروماني "De re Militari".
يُنظر أحيانًا إلى أسلوب كتابة مالوري اليوم على أنه مبسط من وجهة النظر الفنية، ومليء بالتكرار،  ومع ذلك هناك أيضًا آراء معاكسة، فهناك من إعتبرها "إنجازًا جماليًا أسمى". أطلق على العمل بأكمله اسم "الكتاب الكامل للملك آرثر وفرسان الطاولة المستديرة النبلاء "The Hoole Book of Kyng Arthur and The Noble Knyghtes of The Rounde Table"، لكن ويليام كاكستون غيّر العنوان إلى ما هو معروف اليوم، والذي أشار في الأصل فقط إلى المجلد النهائي للعمل. الإنجليزية الوسطى في موت آرثر هي أقرب بكثير إلى اللغة الإنجليزية الحديثة المبكرة من الإنجليزية الوسطى في حكايات كانتربري لجيفري تشوسر. إذا تم تحديث الإملاء، فستكون تقريبًا مثل الإنجليزية الإليزابيثية. مثل النثر الإنجليزي الآخر في القرن الخامس عشر، تأثر لي مورت دي آرثر بشدة بالكتابات الفرنسية، لكن مالوري مزجها مع أشكال الشعر والنثر الإنجليزية الأخرى. فصل كاكستون كتب مالوري الثمانية إلى 21 كتابًا؛ قُسِمَت الكتب إلى إجمالي 507 فصلًا؛ أضاف ملخصًا لكل فصل وإضافة شعار الناشر "colophon" إلى الكتاب بأكمله.
قام ويليام كاكستون بأول طباعة لعمل مالوري عام 1485. ومن المعروف وجود نسختين فقط من هذه النسخة الأصلية، في مجموعات مكتبة ومتحف مورغان في نيويورك ومكتبة جون رايلندز في مانشستر. أثبتت هذه الكتب شعبيتها وأعيد طبعها في عامي 1498 و1529 مع بعض الإضافات والتغييرات بواسطة "Wynkyn de Worde" الذي خلف مطبعة كاكستون. نُشرت ثلاث طبعات أخرى قبل الحرب الأهلية الإنجليزية: ويليام كوبلاند (1557) وتوماس إيست (1585) وويليام ستانسبي (1634)، كل منها يحتوي على تغييرات وأخطاء إضافية (بما في ذلك حذف صفحة كاملة). بعد ذلك، خرج الكتاب عن الموضة السائدة حتى الإحياء الرومانسي للاهتمام بكل الأشياء في العصور الوسطى.

## مخطوطة وينشستور

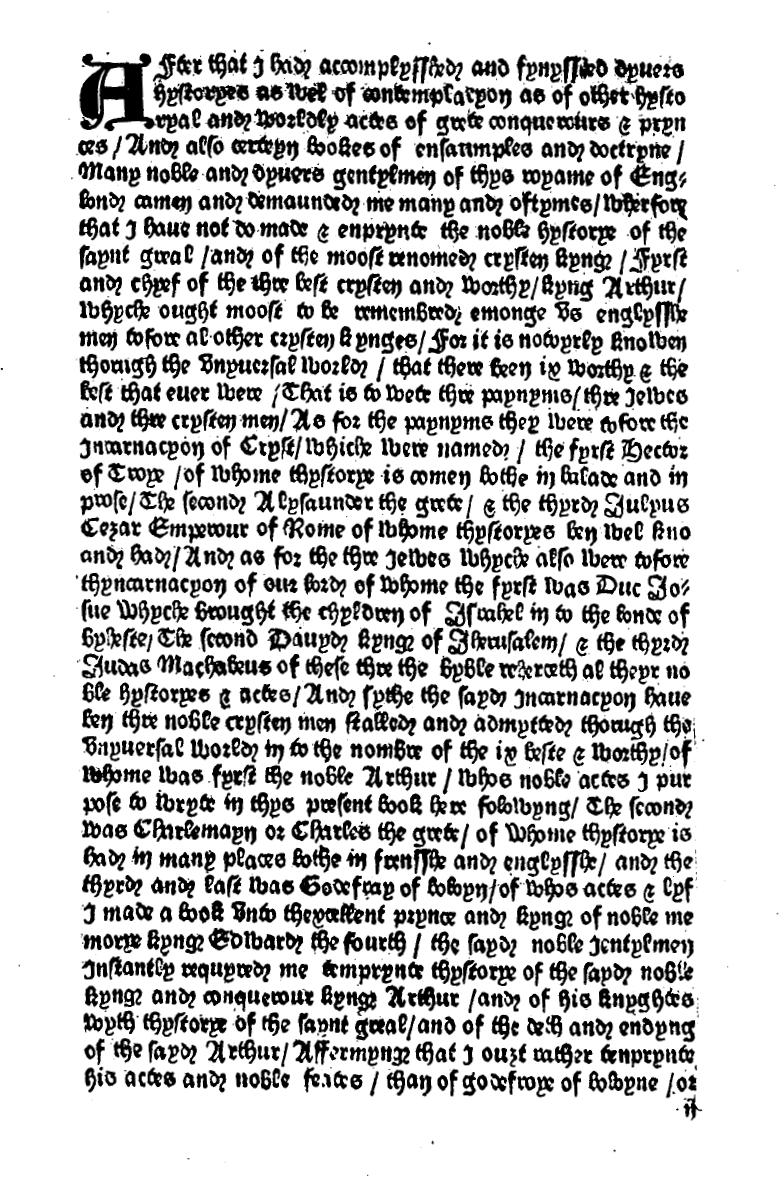
الصفحة الأولى من طبعة ويليام كاكستون لكتاب السير توماس مالوري "موت دارثر" عام 1485

اكتشف مدير مدرسة وينشستر "Winchester College" والتر فريزر أوكشوت نسخة مخطوطة غير معروفة سابقًا لموت آرثر في يونيو 1934، أثناء فهرسة مكتبة المدرسة. أعلنت روايات الصحف أن ما نشره كاكستون عام 1485 لم يكن بالضبط ما كتبه مالوري. نشر أوكشوت "المخطوطة" في عام 1963، والتي كانت تعود لمالوري بالفعل"، مع "دليل مذهل على التنقيح" في طبعة كاكستون.
فحص الباحث في مالوري يوجين فينافير المخطوطة بعد وقت قصير من اكتشافها. تم تشجيع أوكشوت على إنتاج طبعة بنفسه، لكنه تنازل عن المشروع إلى فينافير. بناءً على دراسته الأولية للمخطوطة، خلص أوكشوت في عام 1935 إلى أن النسخة التي طبع منها كاكستون نسخته «كانت مقسمة بالفعل إلى كتب وأقسام». أجرى فينافير مقارنة شاملة للمخطوطة مع طبعة كاكستون وتوصل إلى استنتاجات مماثلة كشف الفحص المجهري أن لطخات الحبر على مخطوطة وينشستر هي طباعة (أوفست) للصفحات المطبوعة حديثًا والمحددة بخط كاكستون الخاص، مما يشير إلى أن مخطوطة وينشستر كانت في مطبعة كاكستون. يُعتقد أن المخطوطة أقرب بشكل عام إلى أصل مالوري ولا تحتوي على أقسام الكتاب والفصول التي يُنسبها إليها كاكستون في المقدمة. تمت ترقيم المخطوطة من قبل فريق ياباني، لاحظ أن «النص غير كامل، حيث تفتقر المخطوطة إلى الصفحات الأولى والأخيرة وقليل من الأوراق الأخرى. الميزة الأكثر لفتًا للانتباه في المخطوطة هي الاستخدام المكثف للتحمير».
في نشره عام 1947 لأعمال السير توماس مالوري، جادل فينافير بأن مالوري لم يكتب كتابًا واحدًا، بل سلسلة من حكايات آرثر، كل منها عمل متسق داخليًا ومستقل. ومع ذلك، أشار ويليام ماثيوز إلى أن حكايات مالوري اللاحقة تشير بشكل متكرر إلى الأحداث السابقة، مما يَقترح أنه كان يريد أن تترابط الحكايات بشكل أفضل ولكنه لم يراجع النص بالكامل بما يكفي لتحقيق ذلك. تبع ذلك الكثير من الجدل في أواخر القرن العشرين في الأوساط الأكاديمية حول الإصدار الأفضل، وطباعة كاكستون أو رؤية مالوري الأصلية.

## الملخص والموضوعات
تقع معظم الأحداث في بريطانيا وفرنسا في وقت غير محدد (وقعت الأحداث التاريخية التي تستند إليها أسطورة آرثر في أواخر القرن الخامس، لكن القصة تحتوي على العديد من المفارقات التاريخية ولا تبذل أي جهد في الدقة التاريخية). في بعض الأجزاء، تنطلق الحبكة في أماكن أبعد، إلى روما وساراس، وتستذكر الحكايات التوراتية من الشرق الأدنى القديم. قام مالوري بتحديث الأسطورة من خلال دمج بريطانيا السلتية مع مملكة إنجلترا المعاصرة له (على سبيل المثال تحديد لوغرس كإنجلترا، وكاميلوت كوينشستر، وأستولات باسم غيلدفورد) واستبدال الساكسونيين بالساركينوسيين (على وجه التحديد الأتراك العثمانيين ). كغزاة أجانب. على الرغم من أن مالوري يعود إلى عصر الفروسية المثالية، ومباريات المجاولة، والقلاع الكبرى التي تشير إلى عالم من القرون الوسطى، إلا أن قصصه تفتقر إلى أي حياة زراعية أو تجارية، مما يجعل القصة تبدو كما لو كانت حقبة خاصة بها. تشمل كتب مالوري الثمانية (التسعة في الأصل):
1. ولادة وصعود الملك آرثر: «من زواج الملك أوثر إلى الملك آرثر (الذي ساد من بعده وخاض العديد من المعارك)» (Fro the Maryage of Kynge Uther unto Kynge Arthure that regned aftir hym and ded many batayles)
2. حرب آرثر ضد الرومان: «الحكاية النبيلة بين الملك آرثر ولوسيوس إمبراطور روما» (The Noble Tale betwyxt Kynge Arthure and Lucius the Emperour of Rome)
3. مغامرات السير لانسلوت: «الحكاية النبيلة للسير لانسيلوت (لانسلوت البحيرة)» (The Noble Tale of Sir Launcelot du Lake)
4. قصة السير جاريث: قصة السير جاريث أوف أوركني. (The Tale of Sir Gareth of Orkeney)
5. أسطورة تريستان وإيزولت: «كتاب السير تريسترام دي ليون». بلأصل ينقسم بين (The Fyrste Boke of Sir Trystrams de Lyones وThe Secunde Boke of Sir Trystrams de Lyones)
6. السعي وراء الكأس وإنجازه من قبل جالاهاد: «الحكاية النبيلة للسانجريال» (The Noble Tale of the Sankegreall)
7. حب السير لانسلوت والملكة غوينيفير: «السير لانسيلوت والملكة غوينيفر» (Sir Launcelot and Quene Gwenyvere)
8. إنفصال فرسان المائدة المستديرة ومعركة آرثر الأخيرة مَعْرَكة كامِلان: «موت آرثر» (The Deth of Arthur)

وفقًا لتشارلز دبليو مورمان الثالث، كان مالوري يعتزم «إنشاء آرثريات موحدة باللغة الإنجليزية والتي يجب أن يكون موضوعها العظيم ميلاد وازدهار وانحدار حضارة أرضية شبه مثالية». حدد ثلاثة نماذج رئيسية يجري العمل عليها: علاقة لانسلوت وغوينفير، الخلاف الدموي الطويل بين عائلات الملك لوط والملك بيلينور، ومهمة البحث عن الكأس المقدسة. ستحدد كل واحدة من هذه الحَبَكات أحد أسباب سقوط مملكة آرثر، وهو «الفشل في الحب والولاء والدين». حاول مورمان أيضًا ترتيب كتب مخطوطة وينشستر بترتيب زمني معين. في تحليله، يمكن تقسيم التسلسل الزمني الذي أراده مالوري إلى ثلاثة أجزاء:
- الكتاب الأول والذي أعقبه فاصل زمني مدته 20 عامًا يتضمن بعض أحداث الكتاب الثالث وغيرها.
- فترة 15 عامًا من الكتاب الخامس تشمل أيضًا الكتب الرابع والثاني والثالث
- الكتب السادس والسابع والثامن بتسلسل مباشر يبدأ بالجزء الختامي من الكتاب الخامس (قسم قلعة جويوس "Joyous Gard").[24]

نظرًا لوجود الكثير من المواضيع الأساسية الطويلة التي يجب تغطيتها، يستخدم مالوري عبارة "كذا- و-ثم (so—and—then)" غالبًا لنقل إعادة روايته للقصص التي تصبح حلقات بدلاً من الحالات التي يمكن أن تقف من تلقاء نفسها. كما لاحظ إيان سكوت كيلفرت، فإن أشكال الشخصيات الرومانسية المستخدمة في إنشاء عالم آرثر وفرسانه "تتكون بالكامل تقريبًا من رجال مقاتلين وزوجاتهم أو عشيقاتهم، مع كاتب أو ساحر عرضي، جنية أو شيطان (أو شرير)، عملاق أو قزم، وتعليقًا على التناقضات الزمنية فقد قال: "الوقت لا يعمل على أبطال مالوري." 

### الكتاب الأول (الأول إلى الرابع من كاكستون)

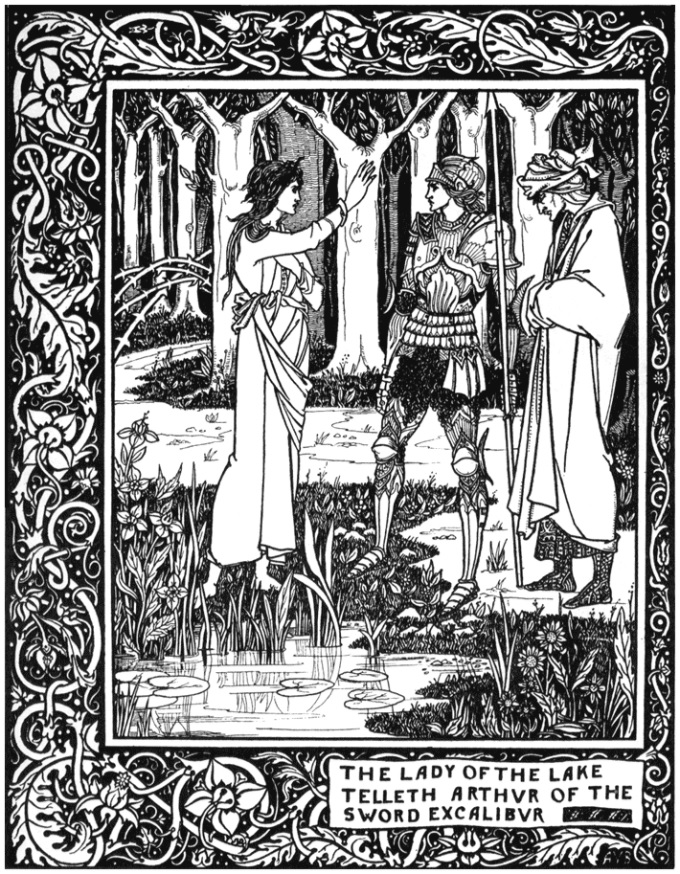
"كيف حصل آرثر عن طريق ميرلين على سيفه إكسكاليبر من سيدة البحيرة"، رسم توضيحي لLe Morte Darthur, J. M. Dent & Co., London (1893–1894, بواسطة أوبري بيردزلي

يعتمد السرد بشكل أساسي على نثر مرلين "Prose Merlin" في إصدار ما بعد فولجيت، قسم سوت دي مرلين "Post-Vulgate Suite du Merlin". وُلد آرثر للملك السامي لبريطانيا («إنجلترا» مالوري) أوثر بندراغون وزوجته الجديدة إيغرين، ثم أخذه السير إكتور ليتم تربيته سراً في البلاد بعد وفاة أوثر. بعد سنوات، أصبح آرثر المراهق فجأة حاكمًا لبريطانيا التي كانت بلا حاكم عندما أزال السيف المقدر من الحجر في المسابقة التي أقامها الساحر مرلين، والتي تثبت حقه الشرعي بالحكم والذي لم يكن هو نفسه على علم به. يالقاتل ملك المتوج حديثًا آرثر وأتباعه ضد المنافسين والمتمردين، وفي النهاية يربح الحرب في معركة بيدجرين العظيمة. ينتصر آرثر بسبب براعته العسكرية والمشورة السحرية لمرلين، والذي تم استبداله فيما بعد بالساحرة نيمو، بمساعدة سيف إكسكاليبر الذي تلقاه من سيدة البحيرة. مع تأمين عرشه، يتزوج آرثر من الأميرة الشابة غوينيفير ويرث المائدة المستديرة من والدها الملك ليوديغرانس. ثم جمع فرسانه الرئيسيين، بما في ذلك بعض أعدائه السابقين الذين انضموا إليه، في عاصمته كاميلوت وأسس جماعة فرسان المائدة المستديرة حيث أقسم الجميع بقسم "Pentecostal Oath" كمرشد لهم.
يخبر المجلد الأول أيضًا «حكاية بالين وبالان»، وخيانة أخت آرثر غير الشقيقة، والملكة الساحرة مورغان لو فاي، وعن إنجاب ابنه الغير شرعي موردرد من قبل إحدى أخواته غير الشقيقات الملكيات، مورغوز (على الرغم من أن آرثر لم يعرف أنها أخته). بناءً على نصيحة مرلين، يأخذ آرثر كل طفل حديث الولادة في مملكته وجميعهم يموتون غرقًا في البحر ما عدا موردريد، الذي نجا بأعجوبة والذي يقتل والده في النهاية (هذا مذكور في الواقع، مع عدم وجود مغالاة أخلاقية واضحة).
في هذا الكتاب الأول، يتناول مالوري إستغراقه بالشرعية والاضطراب المجتمعي، والذي سيظهر في بقية العمل. وفقًا لهيلين كوبر في «السير توماس مالوري: موت آرثر»-مخطوطة وينشستر، فإن أسلوب النثر، الذي يحاكي الوثائق التاريخية في ذلك الوقت، يضفي جوًا من القوة على العمل بأكمله. سمح هذا للمعاصرين بقراءة الكتاب كتاريخ وليس كعمل خيالي، وبالتالي جَعْلَهُ نموذجًا للنظام لأوقات مالوري العنيفة والفوضوية خلال حرب الوردتين. يعكس اهتمام مالوري بالشرعية إنجلترا في القرن الخامس عشر، حيث كان الكثيرون يطالبون بحقوقهم بالسلطة من خلال العنف وإراقة الدماء.

### الكتاب الثاني (الخامس من كاكستون)
يعتمد هذا الكتاب في الغالب على قصيدة "Alliterative Morte Arthure" باللغة الإنجليزية الوسطى، والتي كانت بدورها تستند إلى حد كبير على تاريخ ملوك بريطانيا لجيفري مونماوث. تم اختصار نسخة كاكستون المطبوعة بأكثر من النصف مقارنة بمخطوطة مالوري. افترض فينافير أن مالوري كتب في الأصل هذا الجزء أولاً دون معرفة بالرومانسية الفرنسية. في الواقع، هناك هفوة زمنية تتضمن حرب آرثر مع كلوداس وولادة غالاهاد من الكتاب الخامس.
في افتتاحية الكتاب الثاني، وِجِدَ آرثر ومملكته بلا عدو. عرشه آمن وقد أثبت فرسانه بمن فيهم جاوين أنفسهم في المعارك والمهام. بحثًا عن المزيد من المجد، ذهب آرثر وفرسانه إلى الحرب ضد الإمبراطور (الوهمي) لوسيوس الذي طالب بريطانيا باستئناف دفع الجزية. مغادراً تاريخ جيفري الذي يُترك فيه موردريد في السلطة (كما يحدث هناك قرب نهاية القصة)، يغادر «آرثر مالوري» بلاطه تاركًا إياه في يد قسطنطين كورنوال. يبحر آرثر إلى نورماندي لمقابلة ابن عمه هول، لكنه وجد عملاقًا يرهب الناس من جزيرة جبل القديس ميشيل المقدسة. بعد ذلك، تروي القصة مسيرة آرثر إلى روما. بعد سلسلة من المعارك التي أدت إلى انتصار كبير على لوسيوس وحلفائه، واستسلام مجلس الشيوخ الروماني، توج آرثر إمبراطورًا غربيًا، ولكنه بدلاً من ذلك يرتب حكومة بالوكالة ويعود إلى بريطانيا.

### الكتاب الثالث (السادس من كاكستون)

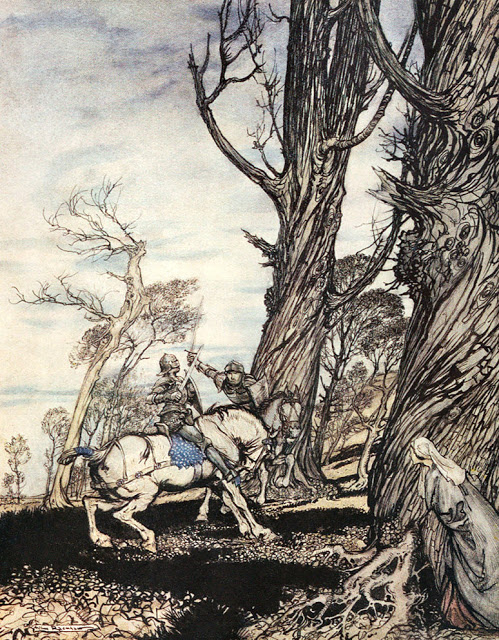
"كيف قتل السير لانسيلوت الفارس السير بيريس دي فورست سافاج الذي تسبب في إزعاج السيدات، والفتيات، والنساء اللطيفات. "من" رومانسية الملك آرثر "(1917). مختصرة من "موت آرثر" لمالوري بقلم ألفريد دبليو بولارد. رسم آرثر راكهام

في هذا الكتاب، استنادًا إلى أجزاء من نثر لانسلوت الفرنسي (في الغالب من قسم "Agravain"، جنبًا إلى جنب مع "the chapel perilous" المأخوذة من "Perlesvaus"،  يؤسس مالوري الشاب السير لانسلوت باعتباره أكثر فرسان الملك آرثر الفارس الموقرين من خلال العديد من المغامرات العرضية، والتي قُدِمَ بعضها بطريقة كوميدية. دائمًا ما إلتزم لانسلوت بقسم الفرسان، كان يساعد السيدات في المحن ويرحم أعداءه الشرفاء الذين يهزمهم في القتال. ومع ذلك، فإن العالم الذي يعيش فيه لانسلوت معقد للغاية بالنسبة لهذه الأعمال البسيطة، وعلى الرغم من أن لانسلوت يطمح للعيش وفقًا للقواعد الأخلاقية، فإن تصرفات الآخرين تجعل الأمر صعبًا. تم توضيح قضايا أخرى مثلً قيام مورغان الجنية بسحر لانسلوت مرات عدة، مما يعكس تأثير السحر الأنثوي، وكيف أن بروز مباريات المجاولة في هذه الحكايات يشير إلى تحول بعيد عن قتالات ساحات المعارك نحو شكل فاضل من العنف.
يحاول مالوري تحويل تأثير الحب اللطيف من كونه خيانة إلى كونه خدمة من خلال جعل لانسلوت يفعل كل ما يفعله من أجل غوينيفير وليس نفسه، مع تجنب (لبعض الوقت) الالتزام بعلاقة جنسية معها. ومع ذلك، لا يزال حبها هو المصدر الأساسي لصفات لانسلوت العليا، وهو الشيء الذي لم يكن مالوري نفسه يبدو مرتاحًا له لأنه يبدو أنه يتعارض مع مثاله الشخصي في الفروسية.

### الكتاب الرابع (السابع من كاكستون)
جزء قصير يتعامل بشكل أساسي مع مغامرات الشاب غاريث في مهمة بحثه عن الأختين لينتي ولايونيس. أصغر أبناء أخت آرثر من خلال مورغوز ولوت، يخفي غاريث هويته في كاميلوت لتحقيق لقب الفروسية بأكثر الطرق صدقًا وشرفًا. في حين أن هذه القصة (على عكس محتويات المجلدات السابقة) لا تستند مباشرة إلى أي نص موجود، إلا أنها تشبه العديد من رومانسيات آرثر.

### الكتاب الخامس (الثامن إلى الثاني عشر من كاكستون)
يروي المجلد الخامس حكايات السير تريستان من ليون، والسير دينادان، والسير بالاميدس، والسير ألكسندر اليتيم (قريب تريستان الشاب الذي اختطفته مورغان)،"La Cote de Male Tayle"، ومجموعة متنوعة من الفرسان الآخرين. استنادًا إلى تريستان في النثر الفرنسي، أو التعديل الإنجليزي المفقود له، فإن معالجة مالوري لأسطورة تريستان هي محور موت آرثر بالإضافة إلى أنه أطول كتبه الثمانية.
البطل تريستان هو اسم الكتاب نفسه، وتعد علاقته الغرامية المحكوم عليها بالفشل مع إيزولت، زوجة عمه الملك مارك، أحد محاور الكتاب. يقدم العديد من الفرسان، حتى أولئك الذين كانوا في المائدة المستديرة، إلتماسات تظهر الجانب المظلم من عالم الفروسية. كما يتضمن القصة التي تظهر بأثر رجعي عن أبوة لانسلوت لإبنه، اللا شرعي، السير جالاهاد، من إيلين من كوربينيك، والتي أعقبتها سنوات جنون لانسلوت.

### الكتاب السادس (الثالث عشر إلى السابع عشر من كاكستون)

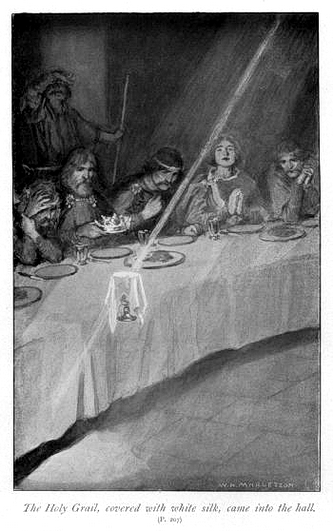
رؤية الكأس المقدسة في المائدة المستديرة في رسم ويليام هنري مارغيتسون لـ"أساطير الملك آرثر وفرسانه" (1914)

كان مصدر مالوري الأساسي لهذا الجزء الطويل هو فولجيت-جزء مهمة البحث عن الكأس، الذي يسرد مغامرات العديد من الفرسان في سعيهم لللوصول للكأس المقدسة. جاوين هو أول من شرع في البحث عن الكأس. فرسان آخرون مثل لانسلوت، وبيرسيفال، وبورز، إنطلقوا أيضًا للسعي خلف الكأس، الذي فاز به جالاهاد في النهاية. تتداخل بطولاتهم مع لقاءاتهم مع العذارى والنساك الذين يقدمون النصيحة ويفسرون الأحلام على طول الطريق.
بعد الفوضى والتشوش الأخلاقي الذي ظهر في الكتاب السابق، يحاول مالوري بناء نمط جديد من الفروسية من خلال التركيز على الدين. تقدم المسيحية والكنيسة مكانًا يمكن من خلاله التمسك بالقسم الذي إتخذه الفرسان، في حين أن القانون الأخلاقي الصارم الذي يفرضه الدين ينذر بفشل شبه مؤكد من جانب الفرسان. على سبيل المثال، غالبًا ما يُلقب جاوين بالفارس الدنيوي "secular"، لأنه يرفض التكفير عن خطاياه، مدعيًا المحن التي يواجهها في الفروسية هي نوع من التكفير الدنيوي. وبالمثل، فإن لانسلوت، على الرغم من صدقه، غير قادر على الهروب تمامًا من حبه الآثم لغوينيفير، وبالتالي مقدر له أن يفشل حيث سينجح جالاهيد. يتزامن هذا مع تجسيد الكمال في شكل جالاهاد. نظرًا لأن جلاهاد هو الفارس الوحيد الذي يعيش بدون خطيئة تمامًا، يترك هذا للجمهور والفرسان الآخرين نموذجًا من الكمال يبدو أنه لا يمكن محاكاته من خلال الفروسية.

### الكتاب السابع (الثامن عشر إلى التاسع عشر من كاكستون)
يتضمن القصة المستمرة لرومانسية لانسلوت مع غوينيفير. قام مالوري عند كتابته بدمج الأساسيات التي تم إنشاؤها من نثر لانسلوت من كأس لانسلوت (بما في ذلك «خادمة إيزولت الجميلة Fair Made of Ascolat») مع حلقاته الخاصة ب«البطولة الكبرى The Great Tournament» و«شفاء السير اوري The Healing of Sir Urry».
 في الكتاب، أكمل لانسلوت سلسلة من الإختبارات لإثبات استحقاقه لحب الملكة، وبلغت ذروتها بإنقاذه لها من الاختطاف على يد ماليغانت.

### الكتاب الثامن (العشرين إلى الواحد والعشرين من كاكستون)

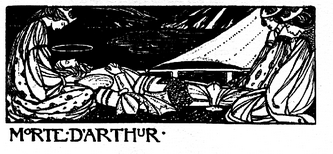
رحلة آرثر الأخيرة إلى أفالون في تصوير لعام 1912 بواسطة فلورنس هاريسون

في كتابة هذا الجزء، استخدم مالوري نسخة وفاة آرثر المشتقة أساسًا من أجزاء من كأس لانسلوت كمصدر ثانوي،  ومن الإنجليزية "Stanzaic Morte Arthur" (أو ربما مصدر مشترك مفقود الآن لكلا النصين ). كشف موردريد وأخوه غير الشقيق أغرافين أخيرًا عن خيانة غوينيفير لآرثر وحكم عليها آرثر بالحرق. قام فريق إنقاذ لانسلوت بمداهمة عملية الإعدام، مما أسفر عن مقتل العديد من الفرسان المخلصين من المائدة المستديرة، بما في ذلك أخوا جاوين، غاريث وغايرس. يدفع جاوين، المصمم على الانتقام، آرثر إلى حرب مع لانسلوت. بعد مغادرتهم لملاحقة لانسلوت في فرنسا، يصاب جاوين بجروح قاتلة في مبارزة مع لانسلوت، ويستولى موردريد على العرش ويسيطر على مملكة آرثر.
في المعركة النهائية الدموية مَعْرَكة كامِلان بين أتباع موردريد والموالين المتبقين لآرثر في إنجلترا، قتل آرثر موردريد لكنه أصيب بجروح خطيرة. بينما يحتضر آرثر، يقوم بيدفير، الناجي الوحيد، برمي إكسكاليبر بعيدًا، وتظهر مورغان ونيمو في قارب لنقل آرثر إلى أفالون. بعد وفاة الملك آرثر، الذي خلفه قسطنطين، يقدم مالوري خاتمة حول الحياة اللاحقة لبيديفير وغوينيفير ولانسيلوت وأقاربه، ووفاتهم أخيرًا.

## الإصدارات الحديثة
شهد عام 1816 إصدارًا جديدًا من تأليف ووكر وإدواردز، وطبعة أخرى بقلم ر.ويلكس، وكلاهما يستند إلى إصدار ستانسبي 1634. روج روبرت ساوذي لطبعة توماس دافيسون لعام 1817 واستندت إلى طبعة كاكستون لعام 1485 أو على مزيج من كاكستون وستانسبي؛ كان دافيسون أساس الطبعات اللاحقة حتى اكتشاف مخطوطة وينشستر. تعمل الإصدارات الحديثة على تحديث تهجئة اللغة الإنجليزية الوسطى المتأخرة وتحديث بعض الضمائر وإعادة ترقيم النص وإعادة كتابة الفرقات. علاوة على ذلك، يقوم آخرون بتحديث الصياغة والمفردات إلى اللغة الإنجليزية الحديثة. الجملة التالية (من مقدمة كاكستون) هي مثال في اللغة الإنجليزية الوسطى ثم في اللغة الإنجليزية الحديثة:
Doo after the good and leve the evyl, and it shal brynge you to good fame and renomme.  (Do after the good and leave the evil, and it shall bring you to good fame and renown.)
كان هناك العديد من عمليات إعادة النشر الحديثة، وإعادة سرد وتعديل لـ "Le Morte d'Arthur".

## فهرس

### العمل نفسه
- طبعات تستند إلى مخطوطة وينشستر:
  - صورة طبق الأصل:
    - مالوري، السير توماس. وينشستر مالوري: صورة طبق الأصل. قدمه كير، إن آر (1976). لندن: جمعية النص الإنجليزي المبكر. (ردمك 0-19-722404-0).

  - التهجئة الأصلية:
    - مالوري، السير توماس. موت آرثر. (إصدار نورتون النقدي). إد. شيبرد، ستيفن هـ. (2004). نيويورك: دبليو دبليو نورتون.(ردمك 0-393-97464-2)
    - أعمال السير توماس مالوري. إد. فينافير، يوجين. الطبعة الثالثة. فيلد، Rev P.J.C (1990). 3 المجلد. أكسفورد: مطبعة جامعة أكسفورد. (ردمك 0-19-812344-2، وردمك 0-19-812345-0، وردمك 0-19-812346-9).
    - مالوري: الأعمال الكاملة.  إد. فينافير، يوجين (1977). أكسفورد: مطبعة جامعة أكسفورد. (ردمك 0-19-281217-3). (Revision مراجعة وإعادة تسمية مالوري: أعمال عام 1971).
    - _________. مالوري: أعمال. إد. فينافير، يوجين (1971). الطبعة الثانية. أكسفورد: مطبعة جامعة أكسفورد. (ردمك 0-19-254163-3).
    - _________. أعمال السير توماس مالوري. إد. فينافير، يوجين (1967). الطبعة الثانية. 3 المجلد. أكسفورد: مطبعة كلارندون. (ردمك 0-19-811838-4).
    - _________. مالوري: أعمال.  إد. فينافير، يوجين (1954). أكسفورد: مطبعة جامعة أكسفورد. (ردمك 0-19-254163-3). (نص مالوري من كتاب فينافير «أعمال السير توماس مالوري» (1947)، في مجلد واحد يظم معظم ملاحظات وتعليقات فينافير.)
    - _________. أعمال السير توماس مالوري.  إد. فينافير، يوجين (1947). 3 المجلد. أكسفورد: مطبعة كلارندون.

  - تهجئة حديثة:
    - مالوري، السير توماس. موت آرثر: مخطوطة وينشستر.  إد. كوبر، هيلين (1998). أكسفورد: مطبعة جامعة أكسفورد. (ردمك 0-19-282420-1). (نص مختصر.)

  - الترجمة / إعادة الصياغة إلى الإنجليزية المعاصرة:
    - ارمسترونج، دورسي. «موت آرثر للسير توماس مالوري: ترجمة إنجليزية حديثة مبنية على مخطوطة وينشستر» (دراسات عصر النهضة والعصور الوسطى) أندرسون، كارولينا الجنوبية: مطبعة بارلور، 2009. (ردمك 1-60235-103-1).
    - مالوري، السير توماس مالوري موت آرثر : الملك آرثر وأساطير المائدة المستديرة. ترجمه واختصره بينز، كيث (1983). نيويورك: برامهول هاوس. (ردمك  0-517-02060-2). أعيد إصداره بواسطة Signet (2001). (ردمك 0-451-52816-6).
    - _________. موت آرثر.  (لندن العصور الوسطى وعصر النهضة) ترجمة. روبرت لوميانسكي (1982). نيويورك: أبناء تشارلز سكريبنر. (ردمك 0-684-17673-4).
    - جون شتاينبك وتوماس مالوري. «أعمال الملك آرثر وفرسانه النبلاء: من مخطوطات وينشستر لتوماس مالوري ومصادر أخرى.» (1976) نيويورك: نونداي برس. أعيد إصدارها عام 1993. (ردمك 0-374-52378-9). (غير مكتمل)
    - بروير، دي.أس «مالوري: موت آرثر.» «نصوص يورك في العصور الوسطى»، إليزابيث سالتر وديريك بيرسال، الجنرال إدز. (1968) لندن: إدوارد أرنولد. أعيد إصدارها عام 1993. (ردمك 0-7131-5326-1). (نسخة تهجئة حديثة من الكتابين السابع والثامن كقصة كاملة بحد ذاتها. استنادًا إلى مخطوطة وينشستر، ولكن مع التغييرات المأخوذة من كاكستون، وبعض التعديلات بواسطة بروير.)
- طبعات تستند إلى إصدار كاكستون:
  - صورة طبق الأصل:
    - مالوري، السير توماس. "موت آرثر، طبعه ويليام كاكستون، 1485 . إد. نيدهام، بول (1976). لندن.

  - التهجئة الأصلية:
    - مالوري، السير توماس. ``مالوري لكاكستون . إد. سبيساك، جيمس. دبليو (1983). مجلدان. بيركلي ولوس أنجلوس: مطبعة جامعة كاليفورنيا. (ردمك  0-520-03825-8).
    - _________. موت آرثر بواسطة السير توماس ملوري. إد. سومر، هـ. أوسكار (1889-1891). ثلاث مجلدات. لندن: ديفيد نات. نص مالوري من هذه الطبعة بدون تعليق سومر التوضيحي والتعليق والنصوص المختارة من مصادر مالوري متاح على الويب في:
      - جامعة ميشيغان: مجموعة النثر والشعر في اللغة الإنجليزية الوسطى: لو موت آرثر. بالإنجليزية.

    - _________. `` حكايات الملك آرثر وفرسان المائدة المستديرة.  نص كاكستون، مع الرسوم التوضيحية لأوبري بيردسلي ومقدمة بقلم سارة بيفيرلي (2017). فلام تري للنشر.(ردمك 978-1786645517).

  - تهجئة حديثة:
    - مالوري، السير توماس. موت آرثر. إد. ماثيوز، جون (2000). صورها فيرجسون، آنا ماري. لندن: كاسيل. (ردمك  0-304-35367-1). (تشيد المقدمة التي كتبها جون ماثيوز بنص وينشستر، لكنها تشير بعد ذلك إلى أن هذه الطبعة تستند إلى نسخة بولارد من نص كاكستون، مع ثمانية إضافات من مخطوطة وينشستر).
    - _________. موت آرثر. مقدمة من قبل مور، هيلين (1996). هيريفوردشاير: طبعات ووردزورث المحدودة. (ردمك  1-85326-463-6). (تستند فيما يبدو إلى نص بولارد.)
    - _________. موت آرثر. مقدمة بقلم بريان، إليزابيث ج. (1994). نيويورك: المكتبة الحديثة. (ردمك  0-679-60099-X). (نص بولارد.)
    - _________. موت آرثر. إد. كوين، جانيت (1970). مقدمة بقلم لولور، جون. 2 مجلدات. لندن: بينغوين. (ردمك  0-14-043043-1 ، وردمك  0-14-043044-X).
    - _________. موت آرثر. إد. ريس، جون (1906). (مكتبة أيفريمان 45 و 46.) لندن: دنت؛ لندن: جي. أم. دنت ؛ نيويورك: إي بي دوتون. تم إصداره بتنسيق غلاف ورقي عام 1976: (ردمك  0-460-01045-X ، وردمك  0-460-01046-8). (نص يستند إلى إصدار دنت المحدث سابقًا لعام 1897.)
    - _________. موت آرثر: كتاب السير توماس مالوري للملك آرثر وفرسان المائدة المستديرة النبلاء. إد. بولارد، إيه دبليو (1903). 2 المجلد. نيويورك: ماكميلان. (تم تصحيح النص من طبعة ماكميلان المصححة عام 1868 والتي تم تحريرها بواسطة السير إدوارد ستراشي). متوفر على الويب في:
      - مشروع جوتنبرج: موت آرثر: المجلد 1 (الكتب 1-9) و موت آرثر: المجلد 2 (الكتب 10-21). (نص عادي.)
      - مركز النص الإلكتروني ، مكتبة جامعة فيرجينيا: موت آرثر: المجلد 1 (كتب 1–9) و موت آرثر: المجلد 2 (الكتب 10-21) (HTML.)
      - سلتيك توايلايت: أساطير كاميلوت: موت آرثر (HTML مع رسوم توضيحية بقلم أوبري بيردسلي من طبعة دنت من1893–94.)

    - _________. موت آرثر.  إد. سيمون، F. J. (1893–94). صور بواسطة بيردسلي، أوبري. مجلدان. لندن: دنت.

  - ترجمة ليميرك: موت آرثر، ملحمة ليمريك، 2006، بقلم جاكوب وينزل، (ردمك 978-1-4116-8987-9)